# کلاشم
کلاشم(Kalasham)، روستایی از توابع بخش تولم(بازارجمعه) در محور جاده رشت به فومن در استان گیلان ایران قرار دارد. از مهم ترین مکان های این منطقه میتوان از تالار گلستان، کارخانه کلوچه صنعتی، لوازم یدکی و کارگاه های مختلف قطعات خودرو(اویل پمپ سازی و سوپاپ تراشی) و مبل سازی نام برد. این منطقه به کارگاه های مبل سازی خود معروف است.

## جمعیت
این روستا در دهستان کلاشم  قرار دارد و براساس سرشماری مرکز آمار ایران در سال ۱۳۸۵، جمعیت آن زیر ۱۰۰۰ خانوار بوده‌است.